# Пароди, Филиппо
Филиппо Пароди (итал. Filippo Parodi; 1630, Генуя — 22 июля 1702, Генуя) — итальянский скульптор эпохи барокко.

## Жизнь и творчество
Родившийся в Генуе в семье скульпторов, Пароди работал резчиком по дереву в мастерской плотника, затем, в 1670-х годах, перенёс свое мастерство на мрамор, сразу добившись заметных успехов.
Известный художник Доменико Пиола обеспечил Пароди клиентов среди генуэзской знати и убедил его посвятить себя скульптуре. При финансовой поддержке сестры Филиппо отправился в Рим, где стал учеником и помощником Джованни Лоренцо Бернини и оставался там несколько лет (1655—1661).
Вернувшись в Геную в 1667 году, Филиппо Пароди познакомился с французским скульптором Пьером Пюже, который жил в Генуе в 1661—1666 годах. Пароди открыл собственную мастерскую, чтобы с помощью учеников справиться с большим количеством заказов. Он достиг вершины славы как резчик по дереву, выполняя престижные работы, такие как украшение корабля «Paradiso» или экипажа для свадебного кортежа Анны Памфили и Джованни Андреа III Дориа.
В 1691 году художника вызвали в Падую, где он и его мастерская отвечали за оформление «Капеллы Реликвий» (Cappella del Tesoro) Базилики Святого Антония Падуанского. В Падуе Филиппо Пароди создал памятник Орацио Секко, большой деревянный хор и, вместе с несколькими сотрудниками, шесть статуй святых из белого мрамора и одну из полихромного мрамора с изображением «Святого Антония во славе», для Капеллы Реликвий (1686—1689). Там же, в Падуе Пароди создал скульптурный алтарь Капеллы Пьеты в базилике Санта-Джустина (1689).
Его слава вышла за пределы Лигурии и скульптора пригласили в Венецию, где он изваял из мрамора надгробный памятник патриарха Джанфранческо Морозини в церкви Сан-Никола-да-Толентино (1683). В последние годы он выполнил множество других статуй, надгробных монументов, фонтанов, бюстов, которые украсили церкви и дворцы Генуи.
Скульптор умер в 1702 году и был похоронен в церкви Сан-Теодоро в Генуе. Среди его учеников были его зять Джакомо Антонио Понсонелли (1654—1735), Андреа Брустолон, Франческо Биджи, Доменико Гарибальдо, братья Бонанни, Бернардо Шиаффино и Анджело Де Росси.
Его сын Доменико, также скульптор, сначала ученик Себастьяно Бомбелли, а затем сотрудничавший в мастерских Карло Маратты и Паоло Джироламо Пиолы, унаследовал отцовскую мастерскую, в то время самую большую в Генуе.

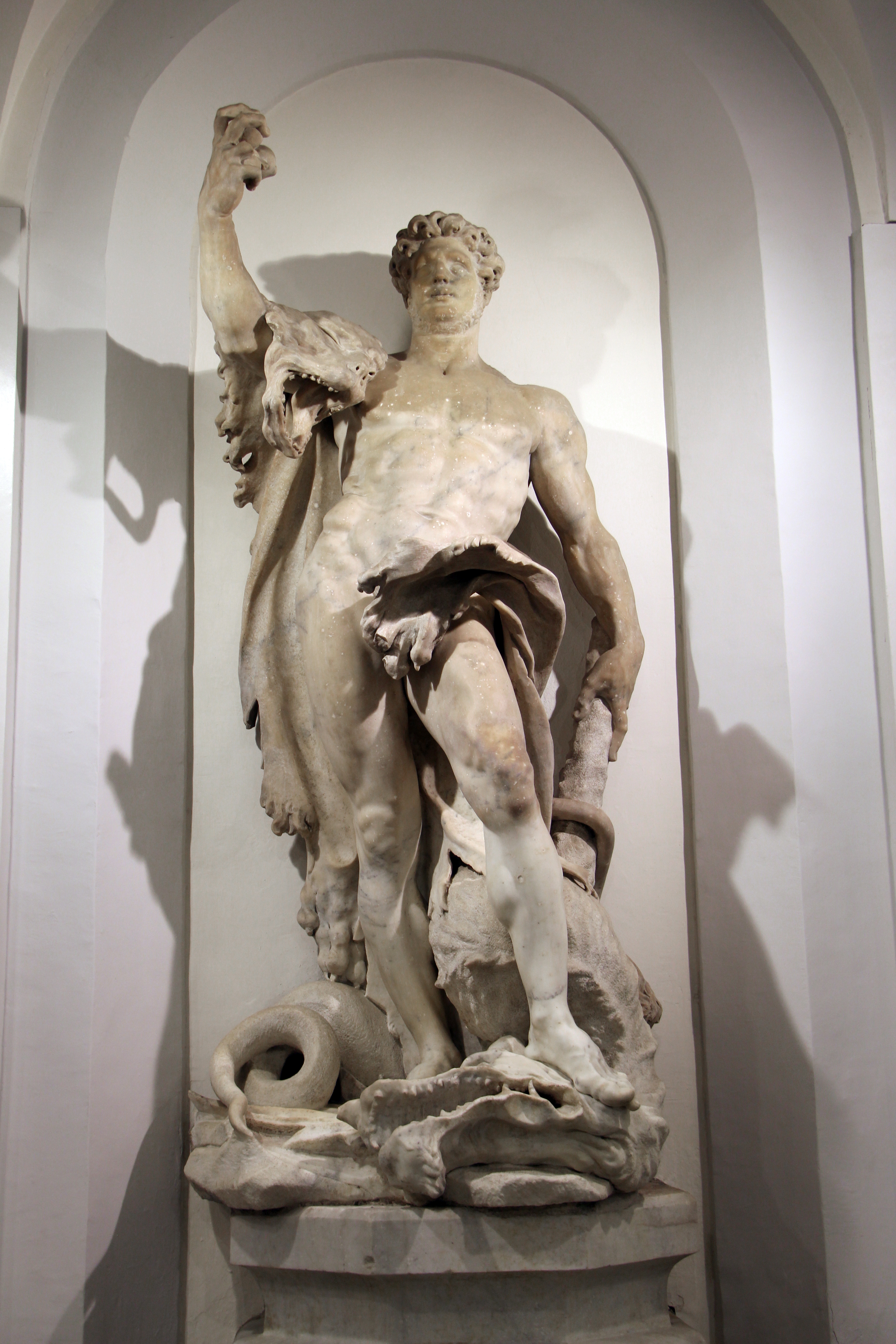
Скульптура для Фонтана Геракла. Палаццо дель Мелограно, Генуя
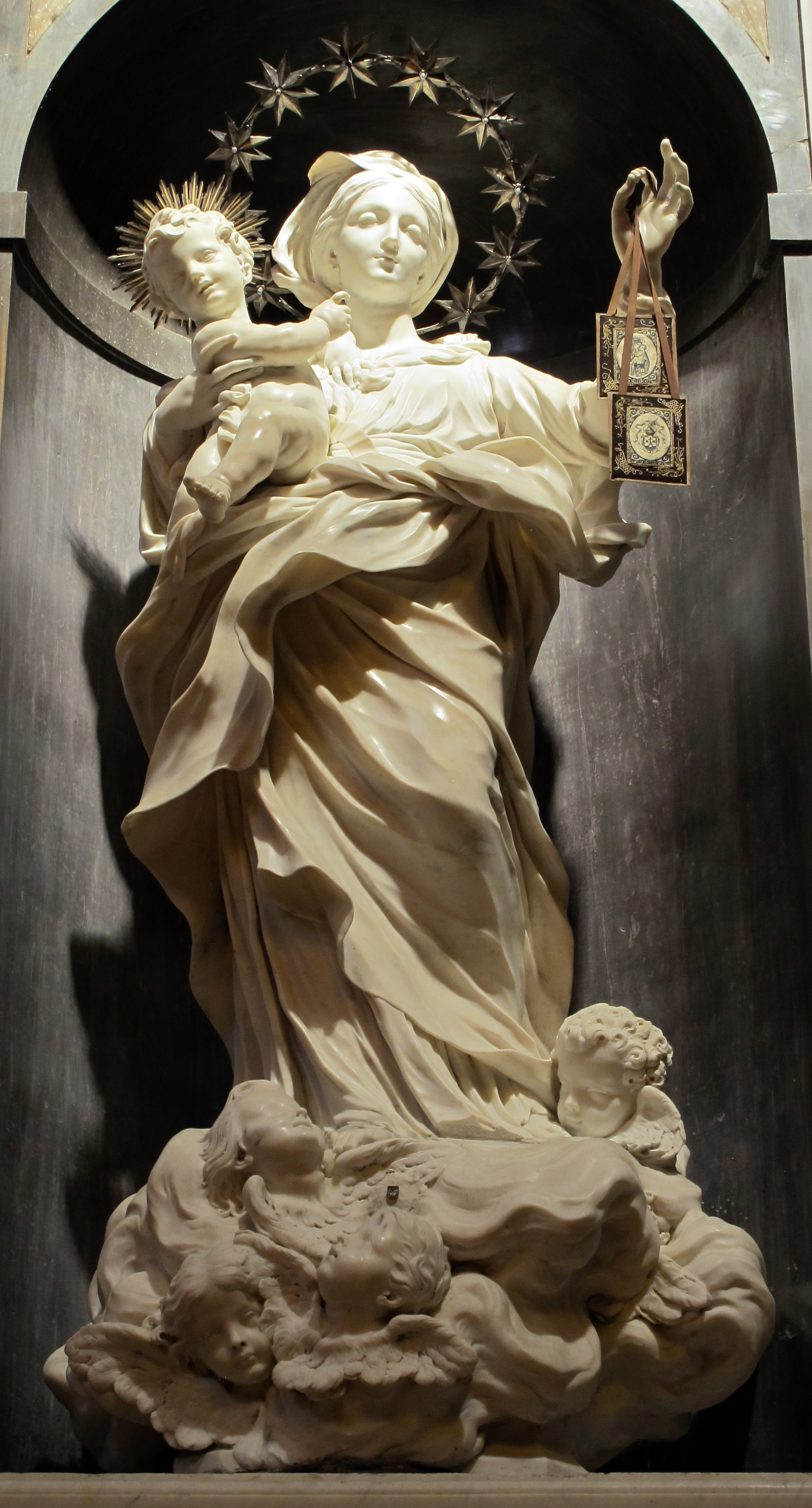
Мадонна дель Кармине. Церковь Санти-Витторе-э-Карло. 1678. Генуя
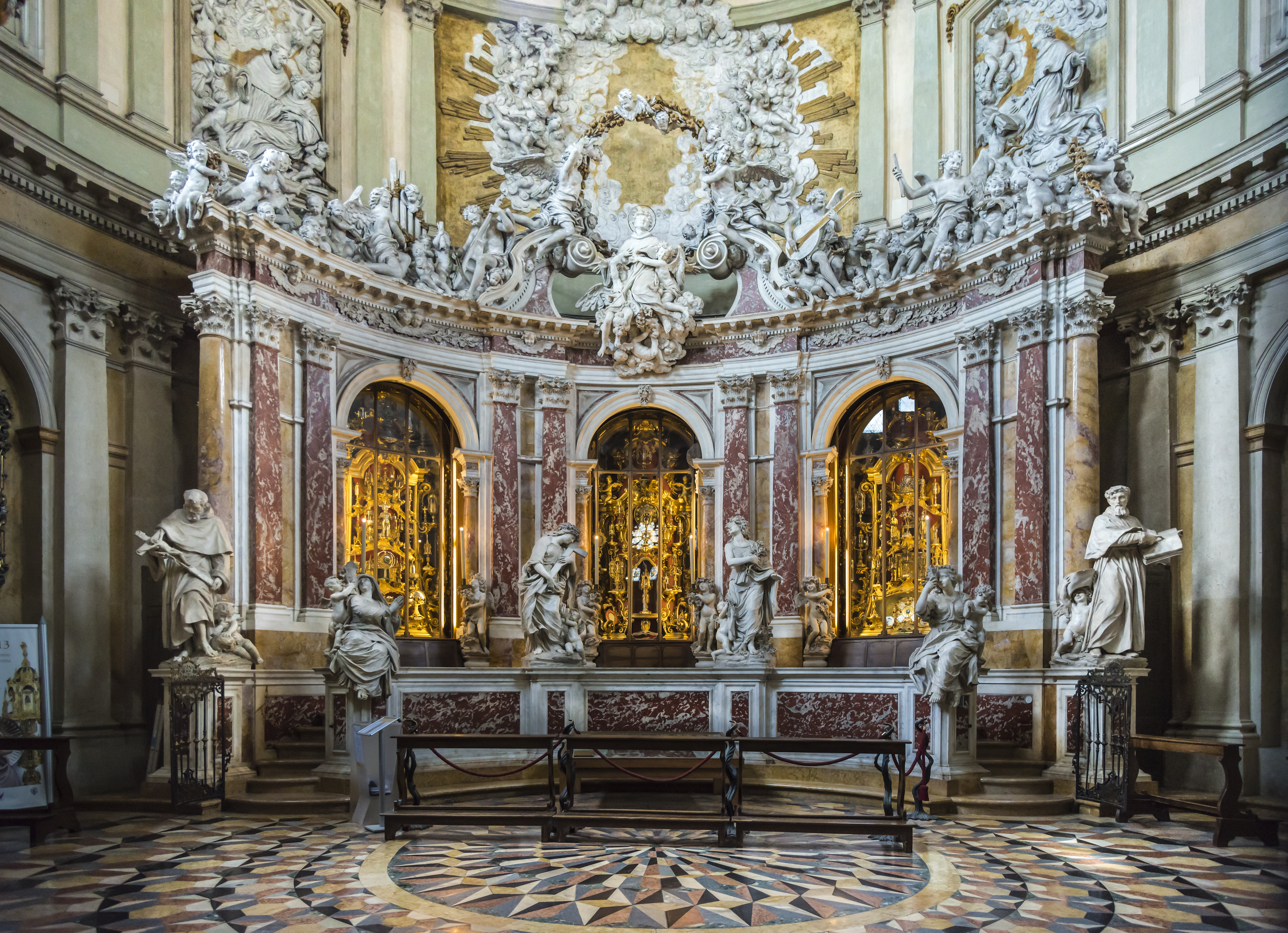
Капелла Реликвий Базилики Святого Антония Падуанского. 1691. Падуя
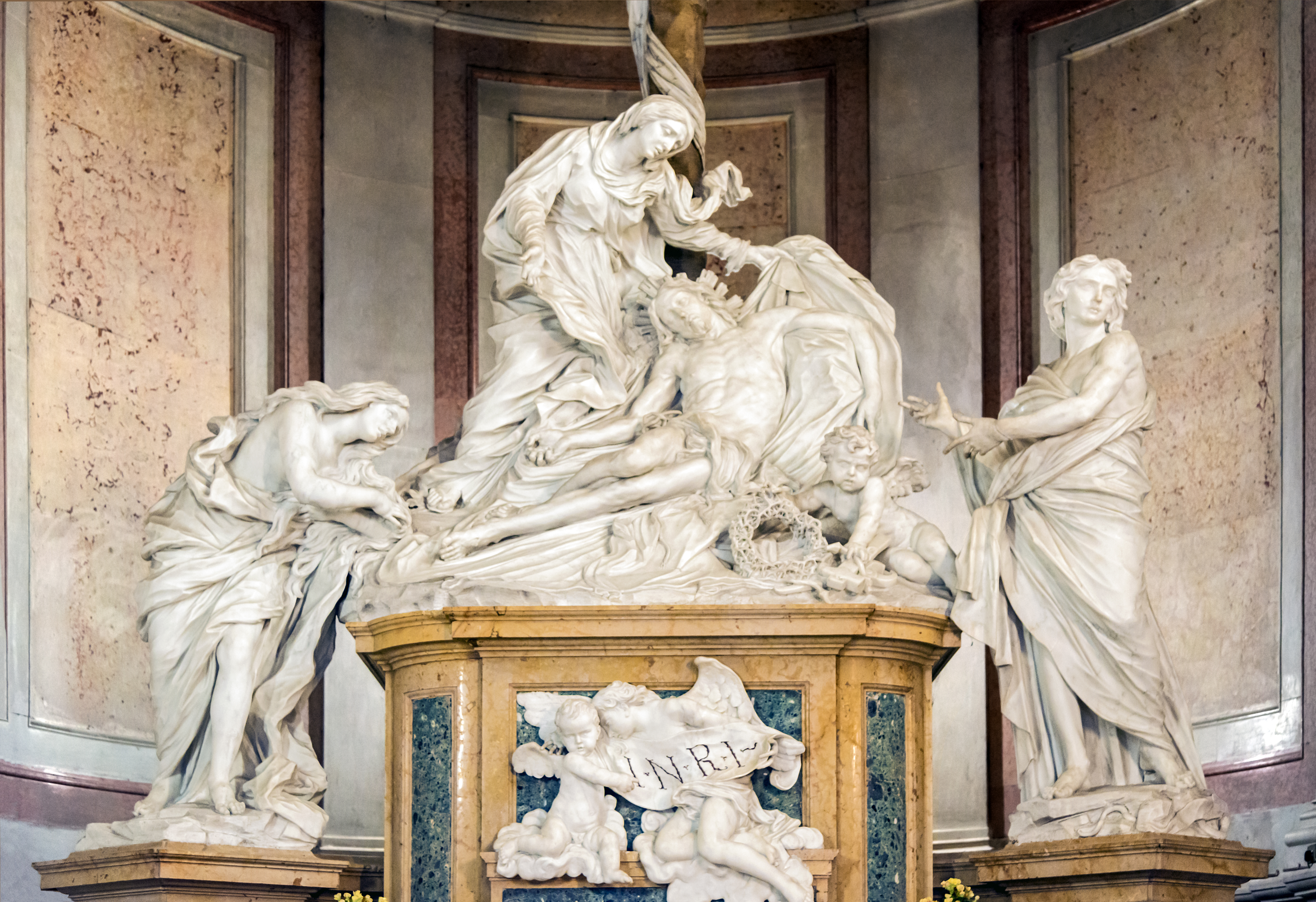
Пьета с Марией Магдалиной и апостолом Иоанном. Скульптурный алтарь капеллы Пьеты. 1689. Базилика Святой Иустины, Падуя
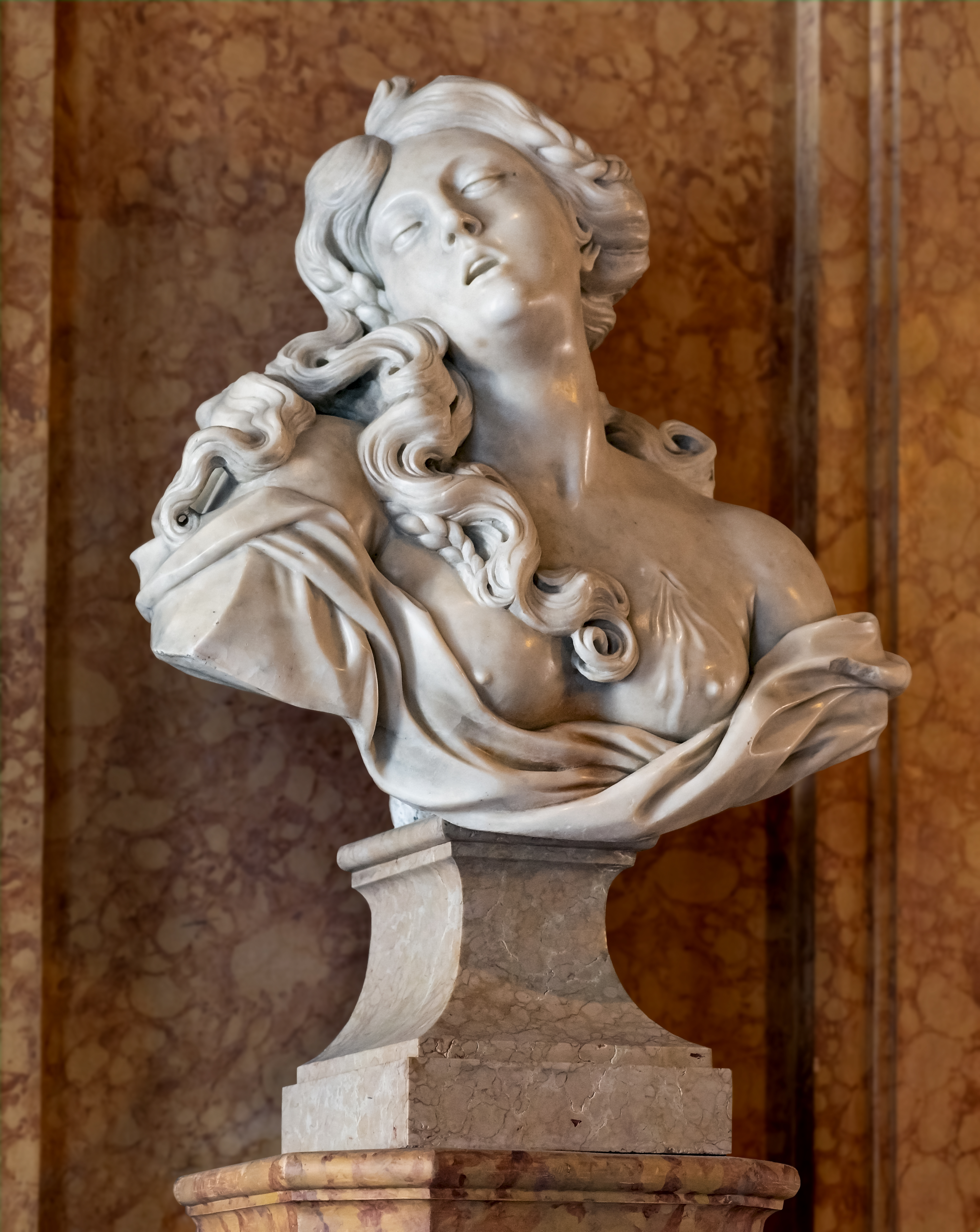
Лукреция. Ок. 1670 г. Ка-Реццонико, Венеция
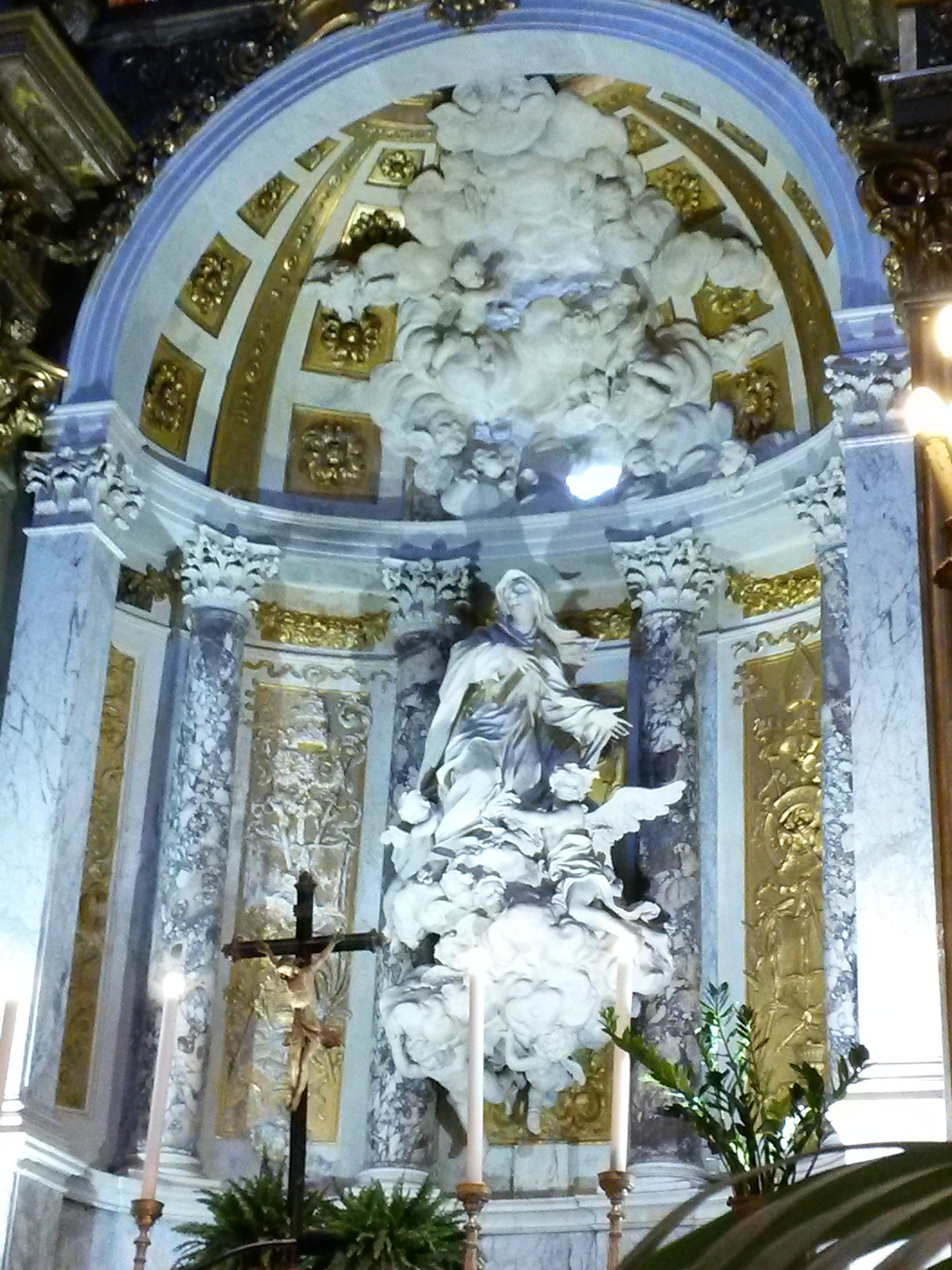
Санта-Мария-Ассунта (Вознесение Девы Марии). Главный алтарь церкви Св. Марии в Генуе
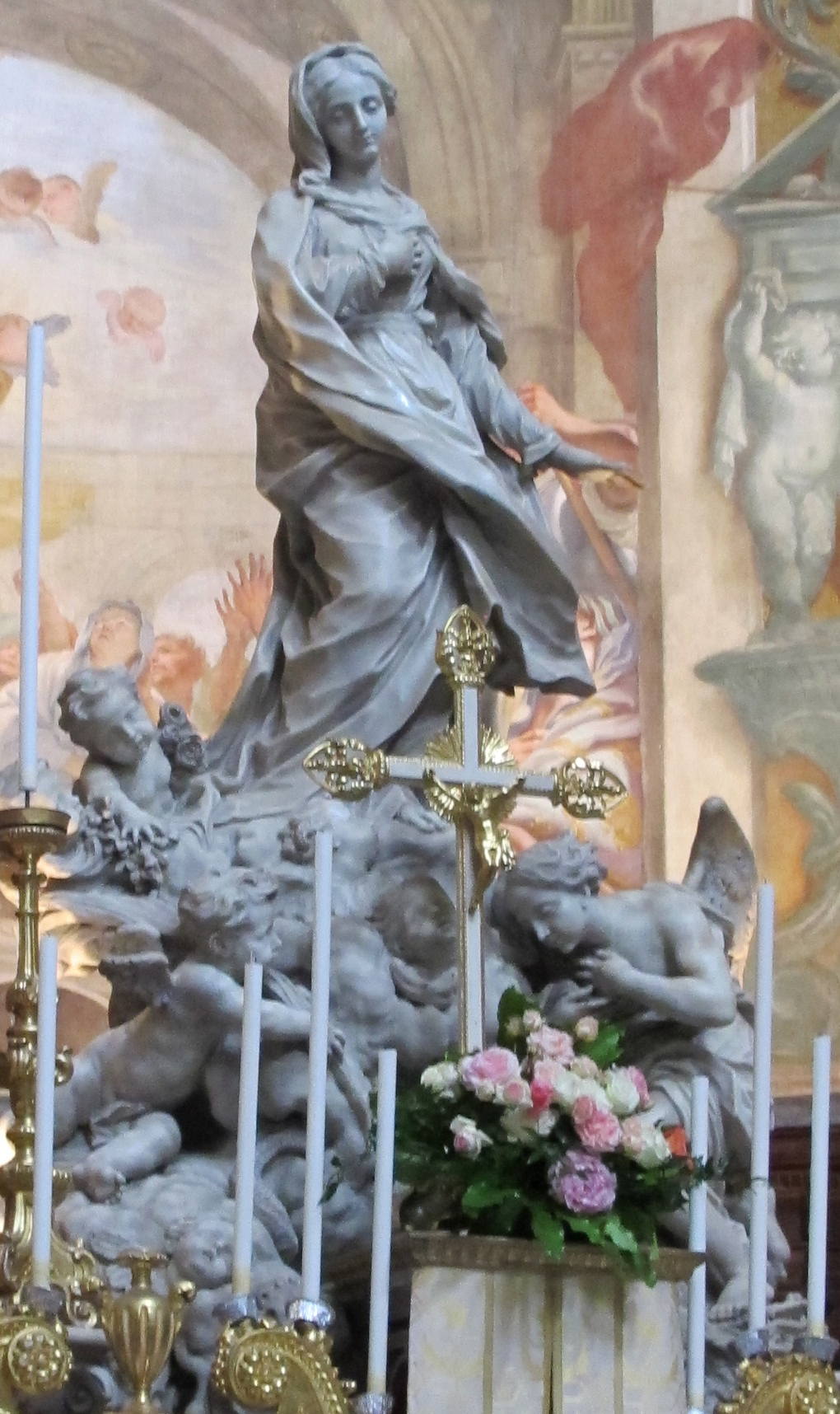
Мадонна-Иммакулата. 1680—1690. Церковь Св. Луки, Генуя